# Walter Gagel
Walter Gagel (* 17. Dezember 1926 in Arnsberg im Sauerland; † 18. März 2016 in Berlin) war von 1975 bis zu seiner Emeritierung 1987 Professor für Didaktik der politischen Bildung an der TU Braunschweig. Er wurde zu den „Gründer- oder Gründungsvätern“ der wissenschaftlichen politischen Bildung in der Bundesrepublik Deutschland gerechnet.

## Leben
Walter Gagel war der Sohn des Maschinenbauingenieurs Georg Gagel (* 1883, † 1936), der zuletzt als Professor am Berufspädagogischen Institut zu Köln wirkte und wuchs in Rodenkirchen (Köln) auf, wo er die Volksschule (1933–1937) und ab 1937 das staatliche Friedrich-Wilhelm-Gymnasium besuchte.
Nach einjährigem Luftwaffenhelferdienst und anschließendem Arbeitsdienst erhielt Walter Gagel im Sommer 1944 mit der Versetzung in die Unterprima den Reifevermerk. Im Sommer 1944 wurde er zum Militärdienst eingezogen und geriet im Frühjahr 1945 in amerikanische, später französische Gefangenschaft. Aus dieser wurde er im Sommer 1948 entlassen. Nach einem halbjährigen Sonderlehrgang für Kriegsteilnehmer an seiner alten Schule, dem Staatlichen Friedrich-Wilhelm-Gymnasium in Köln, erhielt er im Frühjahr 1949 das Reifezeugnis. Gagel zählte damit zur sogenannten Flakhelfer-Generation.
Gagel nahm das Studium der Fächer Germanistik und Geschichte auf, zunächst je ein Semester in Bamberg und Bonn, dann an der Universität zu Köln. Als seine akademischen Lehrer nannte er u. a. Richard Alewyn, Theodor Ballauff, Otto Brunner, Karl Dietrich Erdmann, Theodor Litt, Leo Weisgerber. In Köln promovierte Gagel 1955 bei dem Historiker Theodor Schieder zur Wahlrechtsfrage in der Geschichte der liberalen Parteien 1848-1918 (veröffentlicht 1958 unter diesem Titel).
Nach dem Referendariat kehrte Gagel mit dem 25. Februar 1961 als Studienrat an das Friedrich-Wilhelm-Gymnasium in Köln zurück. Seit dem 21. Mai 1964 war er als Oberstudienrat Leiter der Außenstelle für Politische Bildung des Landesinstituts für Schulpädagogische Bildung Nordrhein-Westfalen in Volmarstein (Burghotel Volmarstein), in der Nähe von Hagen. Hagen wurde zum Wohnort und langjährigen Lebensmittelpunkt der Familie. Diese Tätigkeit übte er bis 1975 aus, zuletzt als Oberschulrat.
Gagel wurde 1965 Gründungsmitglied der Deutschen Vereinigung für politische Bildung (DVPB).
1970 wurde Gagel vom nordrhein-westfälischen Kultusminister Fritz Holthoff als eines von zehn Mitgliedern in die „Richtlinienkommission für politische Bildung“ (1970–1987) berufen. Walter Gagel übernahm den Vorsitz der „Handreichungskommission“, die die Arbeit der Richtlinienkommission gleichberechtigt unterstützen sollte. Dort wurden wesentliche Bausteine einer sozialwissenschaftlichen Politik-Didaktik entwickelt.
1975 übernahm Walter Gagel eine ordentliche Professur für Politische Bildung an der Pädagogischen Hochschule Niedersachsen/Abteilung Braunschweig, seit 1978 Teil der Technischen Universität Braunschweig. 1984 wurde im Zuge der Reduzierung der Lehramtsausbildung in Niedersachsen das Fach Sozialkunde in Braunschweig gestrichen. Im Seminar für Politische Wissenschaft und Politische Bildung wirkte er bis zu seiner Emeritierung 1987.
Nach der deutschen Wiedervereinigung lehrte Gagel für kurze Zeit (Sommersemester 1991) als Gastprofessor am Institut für Politikwissenschaft der Universität Halle.

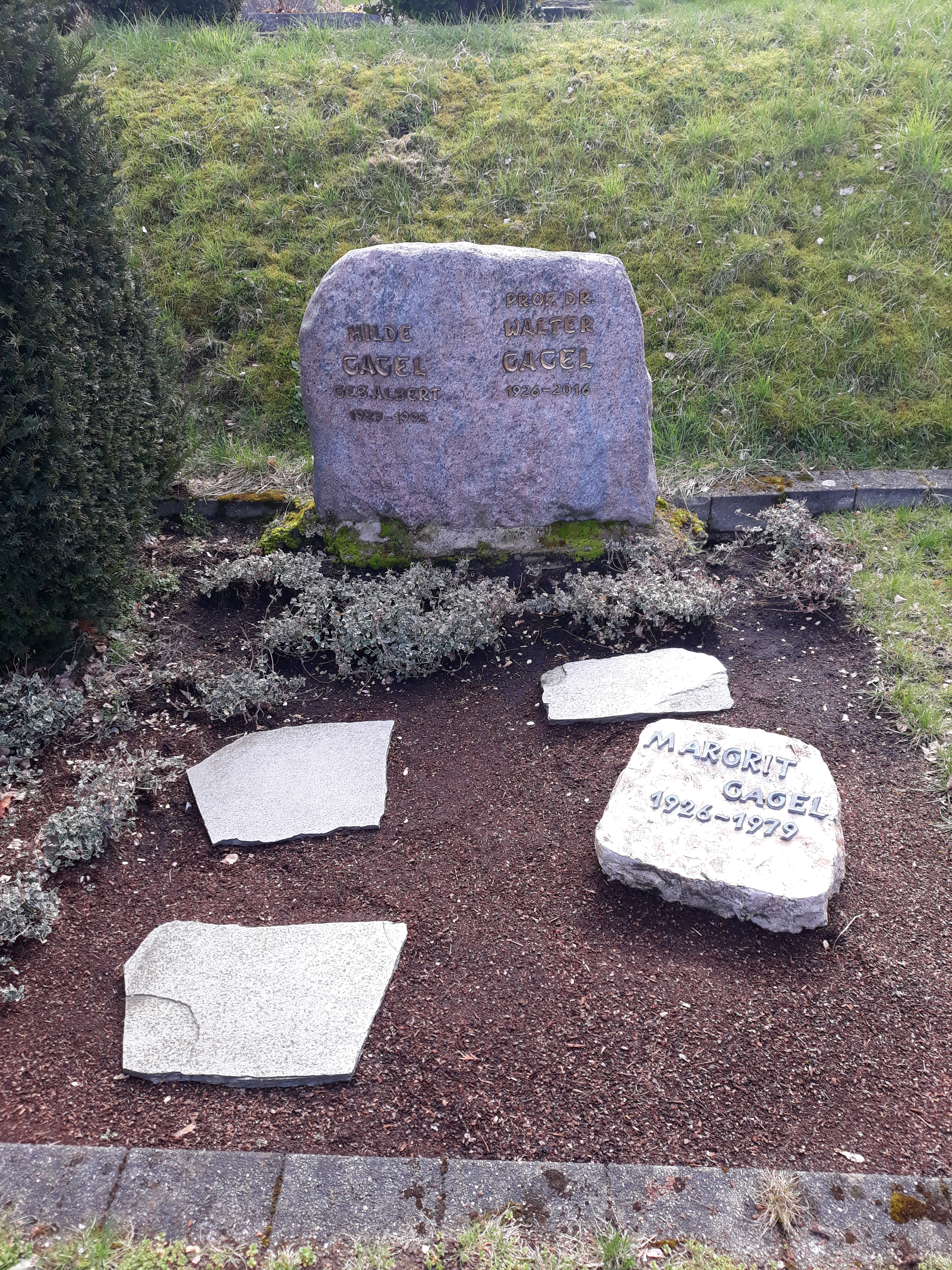
Das Grab von Walter Gagel und seiner Ehefrau Hilde geborene Albert auf dem Rembergfriedhof in Hagen

## Wirken
Neben seiner eigenen Konzeption sah Walter Gagel seine Aufgabe als vermittelnder Systematiker der politikdidaktischen Diskussion. Sein Anliegen war es, das fachdidaktische Denken zu lehren. Auf die Frage „Was sollten gute Politiklehrende können?“ antwortete er daher: „Strukturiert denken und handeln“.
Sein bedeutendstes Werk, die Geschichte der politischen Bildung in der Bundesrepublik Deutschland 1945–1989, ging aus den Vorlesungen an der Universität Halle hervor.
Über Jahrzehnte öffentlich sichtbar und prägend war Walter Gagel als Mitherausgeber der beiden maßgeblichen Fachzeitschriften der politischen Bildung: Seit 1966 der Gegenwartskunde (heute Gesellschaft-Wirtschaft-Politik – GWP) und seit 1967 der Zeitschrift Politische Bildung, die er gründete.
In diesem Zusammenhang veröffentlichte er zahlreiche Unterrichtsmodelle, die praktisch wirksam wurden. Als Schulbuchautor arbeitete er an der Weiterentwicklung des Sozialkundebuches Sehen – Beurteilen – Handeln (mit Wolfgang Hilligen).

## Schriften
- Wahlrechtsfrage in der Geschichte der liberalen Parteien 1848–1918. Hrsg. von der Kommission für Geschichte des Parlamentarismus und der politischen Parteien. Köln Diss. phil., Düsseldorf: Droste Verlag 1958
- Politik, Didaktik, Unterricht. Stuttgart u. a.: Kohlhammer 1979, 2. Aufl. 1981
- Einführung in die Didaktik des politischen Unterrichts. Opladen: Leske&Budrich 1983, 2000 vollständig überarbeitet und erweitert
- Unterrichtsplanung: Politik/Sozialkunde. Opladen: Leske&Budrich 1986 (UTB)
- Politikdidaktik praktisch. Mehrperspektivische Unterrichtsanalysen. Schwalbach im Taunus: Wochenschau 1992 (mit Tilman Grammes, Andreas Unger)
- Geschichte der politischen Bildung in der Bundesrepublik Deutschland 1945–1989. Opladen: Leske&Budrich 1994, 3. Aufl. 2005